# Liste der Kulturgüter in Ueberstorf
Die Liste der Kulturgüter in Ueberstorf enthält alle Objekte in der Gemeinde Ueberstorf im Kanton Freiburg, die gemäss der Haager Konvention zum Schutz von Kulturgut bei bewaffneten Konflikten, dem Bundesgesetz vom 20. Juni 2014 über den Schutz der Kulturgüter bei bewaffneten Konflikten sowie der Verordnung vom 29. Oktober 2014 über den Schutz der Kulturgüter bei bewaffneten Konflikten unter Schutz stehen.
Objekte der Kategorie A sind im Gemeindegebiet nicht ausgewiesen, Objekte der Kategorie B sind vollständig in der Liste enthalten, Objekte der Kategorie C fehlen zurzeit (Stand: 1. Januar 2024).

## Kulturgüter
| Foto |                                                                           | Objekt                                             | Kat. | Typ | Standort                          | Beschreibung |
| ---- | ------------------------------------------------------------------------- | -------------------------------------------------- | ---- | --- | --------------------------------- | ------------ |
| ja   | Datei hochladen · Wikidata zu Schloss Englisberg (Q29698530)              | Herrenhaus Englisberg KGS-Nr.: 02336               | B    | G   | Schlossstrasse 14 590272 / 190528 |              |
| BW   | Datei hochladen · Wikidata zu Bauernhaus. (Q29698479)                     | Bauernhaus KGS-Nr.: 13266                          | B    | G   | Niedermettlen 53a 591690 / 191207 |              |
| BW   | Datei hochladen · Wikidata zu Bauernhaus (Q29698497)                      | Bauernhaus KGS-Nr.: 13267                          | B    | G   | Schlossstrasse 25 590287 / 190611 |              |
| ja   | Datei hochladen · Wikidata zu Pfarrkirche Johannes der Täufer (Q29698514) | Pfarrkirche St. Johannes der Täufer KGS-Nr.: 13268 | B    | G   | Dorfstrasse 40 590520 / 190484    |              |